# Luis Canelo
Luis Canelo Gutiérrez (Moraleja (Cáceres), 1942) es un pintor y profesor de educación secundaria español, encuadrado en la «Nueva Generación».

## Biografía
Luis Canelo se licenció en Filosofía y Pedagogía en la Complutense de Madrid (1970 y 1971) y, al tiempo que pintor, fue profesor de Filosofía en centros de enseñanza de Cáceres, Coria y Madrid. Inició su interés por los paisajes y la geología en su localidad natal. Su trayectoria artística se sitúa en los primeros años de vida cuando comienza a pintar cuadros afines a la Escuela de Vallecas. Iniciado como impresionista, la influencia de Antoni Tàpies cambió el rumbo de su obra hacia la pintura orgánica de textura abstracta que se iría diluyendo más tarde en formas más geométricas y naturales. Entre 1965 y 1970 se centra en el estudio de la materia de manera científica, «mineral». Su primera exposición en Madrid la realiza en 1968 junto a Dalí, Cossío o Barjola. En 1970 se encuentra con la llamada Nueva Generación que integran, entre otros, Elena Asins, Manuel Barbadillo, Yturralde o Teixidor. Entre 1978 y 1980 consigue prestigiosas becas de la Fundación March y del Patrimonio Artístico Nacional. Tres años después fue seleccionado para el Salón de los 16 del Museo de Arte Contemporáneo de Madrid y su presencia en ARCO ha sido, desde entonces, continua.
Su trayectoria tiene en su haber decenas de exposiciones individuales destacando la antológica que la Asamblea y la Junta de Extremadura celebraron en 1993. Ha participado en exposiciones por todo el mundo y su obra es conocida en Ámsterdam, Nueva York, Ginebra, Caracas, Londres, La Habana o Dublín, entre otras ciudades. Su trabajo forma parte de diversas pinacotecas como las el Museo Abstracto de Cuenca, el de Vitoria, el Museo Extremeño e Iberoamericano de Arte Contemporáneo, la colección del Banco de España o el Museo Patio Herreriano de Arte Contemporáneo Español de Valladolid; y fuera de España en el Museo de Arte de Cleveland.
En 2005 fue galardonado con la Medalla de Extremadura.